# Список медалістів зимових Олімпійських ігор 1984
XIV Зимові Олімпійські ігри у 1984 році проходили в югославському місті Сараєво. Всього в змаганнях взяли участь 1272 спортсмени з 49 країн світу. Було розіграно 39 комплектів нагород у 10 дисциплінах у 6 видах спорту.

## Біатлон
| Дисципліна                   | Золото                                                                       | Срібло                                                                  | Бронза                                                                          |
| чоловіча індивідуальна гонка | Петер Ангерер · Західна Німеччина                                            | Франк-Петер Реч · НДР                                                   | Ейрік Квалфосс · Норвегія                                                       |
| чоловічий спринт             | Ейрік Квалфосс · Норвегія                                                    | Петер Ангерер · Західна Німеччина                                       | Маттіас Якоб · НДР                                                              |
| Чоловіча естафета            | СРСР: - Дмитро Васильєв - Юрій Кашкаров - Альгімантас Шална - Сергій Булигін | Норвегія: - Одд Лірхус - Ейрік Квалфосс - Рольф Сторсвеен - К'єлл Собак | Західна Німеччина: - Ернст Райтер - Вальтер Піхлер - Петер Ангерер - Фріц Фішер |

## Бобслей
| Дисципліна        | Золото                                                                        | Срібло                                                              | Бронза                                                                         |
| Чоловіки-двійки   | НДР: - Вольфганг Гоппе - Дітмар Шауергаммер                                   | НДР: - Бернгард Леман - Богдан Музіоль                              | СРСР: - Зінтіс Екманіс - Володимир Александров                                 |
| Чоловіки-четвірки | НДР: - Вольфганг Гоппе - Роланд Ветціг - Дітмар Шауергаммер - Андреас Кірхнер | НДР: - Бернгард Леман - Богдан Музіоль - Інго Фоге - Ебергард Вайзе | Швейцарія: - Сільвіо Джобелліна - Гайнц Штетлер - Урс Зальцман - Ріко Фраєрмут |

## Гірськолижний спорт
| Дисципліна                 | Золото                     | Срібло                     | Бронза                           |
| Чоловік гігантський слалом | Макс Жулан · Швейцарія     | Юре Франко · Югославія     | Андреас Венцель · Ліхтенштейн    |
| Чоловік швидкісний спуск   | Білл Джонсон · США         | Петер Мюллер · Швейцарія   | Антон Штайнер · Австрія          |
| Чоловік слалом             | Філ Маре · США             | Стів Маре · США            | Дідьє Буве · Франція             |
| Жіночий гігантський слалом | Деббі Армстронг · США      | Крістін Купер · США        | Перрін Пелан · Франція           |
| Жіночий швидкісний спуск   | Мікела Фіджині · Швейцарія | Марія Валлізер · Швейцарія | Ольга Харватова · Чехословаччина |
| Жіночий слалом             | Паолетта Магоні · Італія   | Перрін Пелан · Франція     | Урсула Концетт · Ліхтенштейн     |

## Ковзанярський спорт
| Дисципліна            | Золото                   | Срібло                      | Бронза                         |
| Чоловіки 500 метрів   | Сергій Фокічев · СРСР    | Йошіхіро Кітадзава · Японія | Гаетан Буше · Канада           |
| Чоловіки 1000 м       | Гаетан Буше · Канада     | Сергій Хлєбніков · СРСР     | Кай Арне Енгельстад · Норвегія |
| Чоловіки 1500 метрів  | Гаетан Буше · Канада     | Сергій Хлєбніков · СРСР     | Олег Бож'єв · СРСР             |
| Чоловіки 5000 метрів  | Томас Густафсон · Швеція | Ігор Малков · СРСР          | Рене Шефіш · НДР               |
| Чоловіки 10000 метрів | Ігор Малков · СРСР       | Томас Густафсон · Швеція    | Рене Шефіш · НДР               |
| Жінки 500 метрів      | Кріста Ротенбургер · НДР | Карін Енке · НДР            | Наталя Глєбова · СРСР          |
| Жінки 1000 м          | Карін Енке · НДР         | Андреа Шене · НДР           | Наталія Петрусьова · СРСР      |
| Жінки 1500 метрів     | Карін Енке · НДР         | Андреа Шене · НДР           | Наталія Петрусьова · СРСР      |
| Жінки 3000 метрів     | Андреа Шене · НДР        | Карін Енке · НДР            | Габі Шенбрунн · НДР            |

## Лижне двоборство
| Дисципліна                   | Золото                  | Срібло                        | Бронза                    |
| Чоловіча індивідуальна гонка | Том Сандберг · Норвегія | Йоуко Кар'ялайнен · Фінляндія | Юкка Юліпуллі · Фінляндія |

## Лижні гонки
| Дисципліна        | Золото                                                                        | Срібло                                                                                   | Бронза                                                                                 |
| чоловіки, 15 км   | Гунде Сван · Швеція                                                           | Акі Карвонен · Фінляндія                                                                 | Гаррі Кірвесніємі · Фінляндія                                                          |
| чоловіки, 30 км   | Микола Зімятов · СРСР                                                         | Олександр Зав'ялов · СРСР                                                                | Гунде Сван · Швеція                                                                    |
| оловіки, 50 км    | Томас Вассберг · Швеція                                                       | Гунде Сван · Швеція                                                                      | Акі Карвонен · Фінляндія                                                               |
| Чоловіча естафета | Швеція: - Томас Вассберг - Бенні Колберг - Ян Оттоссон - Гунде Сван           | СРСР: - Олександр Батюк - Олександр Зав'ялов - Володимир Нікітін - Микола Зімятов        | Фінляндія: - Карі Рістанен - Юга Мієто - Гаррі Кірвесніємі - Акі Карвонен              |
| Жінки, 5 км       | Мар'я-Лійса Хямяляйнен · Фінляндія                                            | Беріт Еунлі · Норвегія                                                                   | Квєтослава Єріова · Чехословаччина                                                     |
| Жінки, 10 км      | Мар'я-Лійса Хямяляйнен · Фінляндія                                            | Раїса Сметаніна · СРСР                                                                   | Брітт Петтерсен · Норвегія                                                             |
| Жінки, 20 км      | Мар'я-Лійса Хямяляйнен · Фінляндія                                            | Раїса Сметаніна · СРСР                                                                   | Анне Ярен · Норвегія                                                                   |
| Жіноча естафета   | Норвегія: - Інгер Гелене Нюбротен - Анне Ярен - Брітт Петтерсен - Берит Еунлі | Чехословаччина: - Дагмар Швубова - Бланка Паулу - Габріела Свободова - Квєтослава Єріова | Фінляндія: - Піркко Мяяття - Ея Гюютіяйнен - Марйо Матікайнен - Мар'я-Лійса Хямяляйнен |

## Стрибки з трампліна
| Дисципліна          | Золото                    | Срібло                    | Бронза                      |
| Нормальний трамплін | Єнс Вайсфлог · НДР        | Матті Нюкянен · Фінляндія | Ярі Пуйкконен · Фінляндія   |
| Великий трамплін    | Матті Нюкянен · Фінляндія | Єнс Вайсфлог · НДР        | Павел Плоц · Чехословаччина |

## Санний спорт
| Дисципліна       | Золото                                                   | Срібло                                     | Бронза                          |
| Чоловіки-одинаки | Пауль Гільдгартнер · Італія                              | Сергій Данилін · СРСР                      | Валерій Дудін · СРСР            |
| Чоловіки-двійки  | Західна Німеччина: - Ганс Штангассінгер - Франц Вембахер | СРСР: - Євген Білоусов - Олександр Бєляков | НДР: - Йорг Гофман - Йоген Піцш |
| Жінки-одинаки    | Штеффі Мартін · НДР                                      | Беттіна Шмідт · НДР                        | Уте Вайс · НДР                  |

## Фігурне катання
| Дисципліна                | Золото                                           | Срібло                                      | Бронза                                      |
| Чоловіче одиночне катання | Скотт Гамільтон · США                            | Браян Орсер · Канада                        | Йозеф Сабовчик · Чехословаччина             |
| Жіноче одиночне катання   | Катаріна Вітт · НДР                              | Розалін Самнерс · США                       | Кіра Іванова · СРСР                         |
| Парне катання             | СРСР: - Олена Валова - Олег Васильєв             | США: - Кітті Карратерс - Пітер Карратерс    | СРСР: - Лариса Селезньова - Олег Макаров    |
| Танці на льоду            | Велика Британія: - Джейн Торвілл - Крістофер Дін | СРСР: - Наталія Бестємьянова - Андрій Букін | СРСР: - Марина Климова - Сергій Пономаренко |

## Хокей
| Дисципліна       | Золото | Срібло | Бронза |
| Чоловічий турнір | СРСР: - Зінетула Білялетдінов - Михайло Васильєв - Олександр Герасимов - Микола Дроздецький - Олексій Касатонов - Володимир Ковін - Олександр Кожевников - Володимир Крутов - Ігор Ларіонов - Сергій Макаров - Володимир Мишкін - Василь Первухін - Олександр Скворцов - Сергій Стариков - Ігор Стельнов - Владислав Третяк - Віктор Тюменєв - В'ячеслав Фетисов - Андрій Хомутов - Сергій Шепелєв | Чехословаччина: - Ярослав Бенак - Милослав Горжава - Їржі Грдіна - Арнольд Кадлець - Ярослав Корбела - Їржі Кралик - Володимир Кигос - Їржі Лала - Ігор Ліба - Вінцент Лукач - Душан Пашек - Павло Ріхтер - Даріус Руснак - Володимир Ружичка - Радослав Свобода - Едуард Увіра - Мілан Халупа - Володимир Цалдр - Франтішек Черник - Яромир Шиндел | Швеція: - Матс Валтін - Йоте Велітало - Петер Градін - Мікаель Єльм - Йоран Ліндблум - Томмі Мерт - Гокан Нордін - Томас Олен - Рольф Ріддервалль - Томас Рундквіст - Томас Сандстрем - Гокан Седергрен - Матс Телін - Мікаель Тельвен - Матс Гессель - Пер-Ерік Еклунд - Том Еклунд - Єнс Елінг - Бу Еріксон - Гокан Ерікссон |